# 학교괴담의 각 에피소드에서 등장하는 요괴 목록
다음은 학교괴담에서 등장하는 요괴 목록이다.

## 작 중 등장하는 요괴
- 다크시니

구교사에 등장한 요괴로 인간이 자신을 공포의 대상으로 무서워하면 크기가 커지고 생김새가 괴팍해진다. 현재는 뒷산의 나무들이 베어졌고 무심코 당황해 봉인시켜 버리면 사람이나 동물에 봉인되어 버려서 카야(마고)의 몸에 봉인되버린다. 녹나무에서 깊은 잠에서 깨어난 그것은 다름아닌 다크시니였다. 자신을 봉인한 카미야마 카야코(윤희숙)의 딸인 미야노시타 사츠키(나해미)를 매우 증오하지만 때때로 도와주는 때도 있다. 카야(마고)의 몸에서 함께 지내다 보니 고양이 입맛으로 변해버렸다. 마지막화에서 케이이치로(나누리)와 한 약속을 지키기 위해서 카야(마고)의 몸속에서 빠져나오면서 오오마와 싸우다 같이 봉인되었지만 사츠키(나해미)와 케이이치로(나누리)가 카야코(윤희숙)의 장례식에 수선화를 갖다주고 그들을 지켜보고 있었다.
빨간 휴지 파란 휴지 귀신 (일본어: 赤紙青紙)
성우 - 시영준
두 개의 손목처럼 생겼으며 이름처럼 휴지를 권하는 요괴이다. 빨간 휴지라고 답하면 빨간 피가 흐르고 파란 휴지라고 답하면 목이 졸려 얼굴이 파랗게 질린다. 그 외의 색을 답하면 지옥으로 떨어지게 되며 하지메가 노란 휴지를 달라고 하자 지옥으로 가는 문을 연다. 미야노시타 사츠키(나해미)가 병을 찾아 위기일발의 순간에 눈물을 흘려 병 속에 들어가서 그 순간에 사츠키의 주문에 영면된다.
쿠타베 (일본어: くたべ, 여우계단귀신)
생김새는 없으며 4번째 계단에서 한 말이 모두 현실이 되게 한다. 학예회 때 카키노키 레오(오경태)가 주인공이 되어서 연기를 할 때 소품을 사용하지 않고도 대본에 적힌 일 그대로 실현되었다. 경태가 진짜로 죽기 직전에 사츠키(나해미) 일행이 쿠타베가 봉인되었던 보살의 상을 들고 무대로 올라와 주문을 외워 영면시킨다. 봉인방법은 돌부처를 4번째 계단 위에 올려놓고 "사라져라 사라져 저세상으로 가버려"를 반복해서 외친다.
피아노 귀신
성우 - 코스기 쥬로타, 박만영
자신이 친 곡(엘리제를 위하여)을 4번, 그것도 끝까지 들은 사람을 죽이는 귀신. 이때는 멀리 도망가도, 귀를 막아도 소용없다. 참고로 이 요괴에 관해서는 카미야마 카야코(윤희숙)의 일기에도 나와 있지 않다. 미야노시타 사츠키(나해미)가 구교사의 음악실에서 멀리 떨어져 있어도 전화, 텔레비전, 라디오, 오르골 등을 통해서 들려준다. 카키노키 레오(오경태)의 목소리로 전화를 걸어서 사츠키를 밖에 불러내고 피아노 자체가 따라다니며 3번째까지 듣게 만든다. 일행이 구교사에서 마지막 4번째 1소절을 치는 도중에 카미야마 카야코(윤희숙)에게 빙의된 모모코(마리아)에 의해 마지막 한 음을 치기 전 봉인된다. 봉인방법은 메트로놈을 작동시키고 "피아노 귀신이여, 잠들어버려라."를 반복해서 외친다.
닷토 (일본어: だつと, 달리귀)
성우 - 야지마 아키코, 정선혜
옛날 학교 건물의 시계를 기준으로 4시 44분에 4번째 코너를 달리는 사람의 다리를 잘라가는 귀신. 봉인에 실패하였으나, 스스로 성불했다.
바바사레 (일본어: ババサレ, 가라귀신)
유령이나 귀신을 무서워하는 아이들한테만 보이는 귀신으로 그 아이가 집에 혼자있을 때 공격한다. 자신의 이름을 누군가가 세 번 외치면 봉인되지만, 뒷산이 개발 중이라 바바사레를 봉인할 결계의 힘이 약해졌다.
우츠시미 (일본어: {{{2}}}, 판박이 귀신)
거울속으로 진짜를 집어넣고 자기가 진짜인 마냥 진짜세계에서 생활하는귀신. 구분하는 법은 좌우가 반대로 되어있고 눈이 없어 눈이 달린 안경을 쓰고 또 집에 있는 귀신들은 치치직거리는 화면에서 게임을 하되, 귀신이 있으면 불이 안켜진다. 카키노키 레오(오경태)와, 미야노시타 케이이치로(나누리), 코이가쿠보 모모코(마리아)도 우츠시미에 당해서 귀신이 되었고, 하지메(장영빈)와 사츠키(나해미)가 위기에 처했을 때 사츠키가 어머니 카야코(윤희숙)의 유품인 콤팩트로 맞거울질을 해서 우츠시미를 영면시킨다.
황천의 요괴 (일본어: 黃泉の鬼, 삼도천 귀신할멈)
성우 - 여민정(소녀), 이종혁(귀신할멈)
원래는 길을 잃은 아이들을 삼도천으로 데려가는 요괴지만, 최근에는 그런 아이들이 없어 저승넷이라는 인터넷 사이트를 만들고 그곳에 접근하면 삼도천 귀신 할멈이 삼도천으로 데려간다. 노파와 어린 소녀, 두가지 모습으로 변신한다. 카키노키 레오(오경태)가 저승넷의 존재를 증명하려고 계속 컴퓨터로 찾아보다가 마침내 발견했을 때 카키노키 레오(오경태) 본인이 저승넷에 의해 저승에 떨어질 위기에 처했다. 사츠키(나해미) 일행이 카미야마 카야코(윤희숙)의 귀신 일기에 그려진 부적을 컴퓨터로 스캔한 덕분에 레오는 무사히 돌아온다.
시로타비 (일본어: しろたび, 하양발)
원래는 '하양 발'이라 이름 붙여진 보통의 알비노 토끼였으나 어느 날 돌연사. 당시 이 토끼를 아끼던 사육 당번인 이수지라는 여자아이가 금단의 주술과 인형을 사용하여 죽은 하양발을 부활시킨다. 그 주술과 인형으로 부활한 자는 밤에는 무서운 괴물로 변해서 돌아다니는 사람을 죽인다. 이 요괴를 봉인시키는 방법은 죽은 자를 본따서 만든 인형을 던지며 되살릴 때 외우던 주문과 똑같은 주문으로 외워야 한다.
유령터널의 악령
오래전 사고로 죽어 귀신이 된 택시기사가 이곳으로 오게 만들고, 이안에 들어가면 그곳에서 죽은 귀신들이 끌어당겨 죽은 귀신의 인간때 모습을 보여준다. 그리고 서서히 생명력을 빼앗겨 죽는다. 또한, 이 귀신들은 해결책도 없다고 한다. 정신을 차리고 보면 자신의 묘비가 있다. 사츠키(나해미) 일행도 말려들어 생명력을 빼앗겨 가고 있었으나, 상상력으로 자신들의 묘비를 부수고 귀신이 한을 푼 덕에 빠져나온다.
메리, メリ
성우 - 정선혜
자신을 버리거나 함부로 말한 사람에게 전화를 걸어 `나 메리야. 지금 쓰레기장에 있어`라고 말하며 상대방이 끊어도 집요하게 또 전화를 거는 등 그사람을 정신적으로 고통스럽게 한다. 또, 인형이나 장난감들을 조종할 수 있다.
저주의 간호사
이귀신이 붙은 사람은 병으로 숨진다고 했으나, 그건 가짜고. 실은 죽을 사람에게 죽음을 미리 알려주는 요괴다. 그 외에는 저승에서 이승으로 편지를 전해주는 우편집배원. 혹은 사람이 죽기전 쓴 편지를 전해주고 임종 때에 곁을 지켜준다. 지금으로부터 시간이 흐른 뒤 케이이치로(나누리) 앞에 나타나거나 그의 꿈속에서 어머니를 데리고 가는 모습을 보여주었으나 그의 누나 사츠키(나해미)는 그말을 끝까지 믿지 않는다. 그러자 예전에 어머니가 입원한 병원에서 어머니의 편지를 받고, 때마침 달려온 아버지와 함께 그 내용을 읽으며 눈물을 훔친다. 봉인 방법은 간호사를 응시하며 "환자는 이미 다 나았습니다!"를 2번 연달아 외친다.
다빈치
성우 - 성우는 하야미 쇼, 정명준, 빅 미뇨나
미녀를 잡아 그림을 그린뒤, 그림에 영원히 가두는 요괴로 인간이든 요괴든 그림 속에 가두는 강력한 힘을 가져서 다른 요괴들도 그 앞에서 벌벌 떨게 만든다. 일본인이지만 그림을 그리는 레오나르도 다 빈치에서 이름이 유래되었다. 카미야마 카야코(윤희숙)은 자신이 금상을 탄 그림 속에 다빈치를 봉인시켰으나, 본인의 그림과 똑같은 그림을 그리게 되면 다빈치는 부활하기 때문에 나중에 그의 딸인 미야노시타 사츠키(나해미)가 똑같은 그림을 그리고 금상을 받은 탓에 부활했고, 사츠키가 요괴 일기에서 영면시킬 방법을 찾아보았지만, 주문이 지워졌다. 코이가쿠보 모모코(마리아)를 납치하여 모델로 그림을 그렸고, 사츠키가 그린 그림으로 28년 전으로 시간이동을 하여 그 시절에서 자신을 봉인시킨 카야코(윤희숙)에게 원한이 있다. 어머니 카야코(윤희숙)과 사츠키(나해미) 일행을 28년 전 세계로 가둬버리고 현실 세계로 돌아가려는 순간 어떤 사람이 그림을 태워버려서 불에 휩싸여 고통스러워 하던 중에 사츠키와 카야코에 의해 봉인된다. 사츠키가 현재로 돌아왔을 때 요괴 일기에  "10월 22일 나랑 똑같이 생긴 신비한 여자아이와 함께 다시 한번 다빈치와 봉인시키는 데 성공, 왠지 남같지 않았다. 틀림없이 언젠가 다시 만나게 되겠지."라는 새로운 내용이 적혀 있었다. 봉인 방법은 향에 불을 붙인 뒤 "다빈치는 그림 속에서 미소 짓느라."를 반복해서 외친다.
건널목의 지박령
성우 - 유카나, 여민정
건널목에서 심령사진에 찍힌 귀신으로 코이가쿠보 모모코(마리아)에 빙의한다. 사실은 요괴일기에 나오는 귀신이 아니라 건널목에서 택시기사에게 치여 뺑소니를 당하고 죽은 귀신. 그런데 죽기 직전까지 끼고 있던 약혼 반지를 잃은 게 한이 되어서 성불하지 못했다. 그래서 그 한을 풀려고 모모코(마리아)를 길동무로 하려고 했으나 카키노키 레오(오경태)의 설득에 의해 마음을 열고 모모코(마리아)에게 자신이 죽던 날 밤의 영상을 보여주어서 반지를 떨어트린 곳을 알려준다. 반지를 찾은 뒤, 자신을 치고 버리고 도망간 택시 기사를 길동무로 해서 성불한다.
야미메 (일본어: やみめ, 어둠의 눈)
성우 - 한신정
28년 전, 당시 6학년생이었던 마츠다 시노부(노현아)가 한밤중의 구교사의 교실에서 어둠의 눈을 소환하는 의식을 진행하다가 어둠의 눈의 악령에게 빙의 당했다.(이후 시노부의 행방은 현재까지도 불명.) 이렇게 빙의를 당한 인간은 다시 원래대로 돌아갈 수 없다고 한다. 주변 사람을 의식에 끌어들인 후, 의식에 참여한 사람들을 매일밤 공포에 시달리게 하여 주술을 해지하는 방법을 요구하게끔 유도한다. 또한 이 해지방법이 한사람의 존재 자체를 사라지게 하는 것이라 진짜 목적은 이것. 또 본체는 입안의 3번째 눈이다. 봉인 방법은 붉은색 실로 묶은 다음 태양광선(카메라 플래쉬 포함)을 비추어 영면시키는 것이다.사츠키는 붉은 실이 없어 거울에 붉은 실을 그려 묶어두었지만 풀렸고 어둠의 눈에 먹히기 직전 카메라 플레쉬가 발동해 간신히 봉인시킨다,
소마(터마)
본래는 지박신의 일종으로, 대지의 정령으로 지맥에 뿌리를 내려 힘을 받아 살아가는 오래된 고목이었지만, 인간이 대지의 지맥의 중심에 건물을 세워버리는 바람에 요괴화되어버렸다. 봉인하더라도 땅의 지맥을 원래대로 되돌려 놓지 않으면 언제든 다시 부활한다. 사츠키(나해미)의 아버지를 포함한 그 건물의 공사 관계자들이 소마의 저주 때문인지 원인불명의 병에 걸렸다. 소마의 저주를 받은 건물은 사람의 환영이 추락하는 모습을 보여줘 사람을 건물 안으로 유인한다. 그리고 건물 안에 한번 들어오면 층이 제멋대로 배치되어 도망칠 수도 없다.
시로가네 유키(유설희)
성우 - 카와타 타에코, 여민정
호수를 붉은 빛으로 물들여서 미유키(미희)를 길동무로 삼으려한 요괴로 갑자기 별장으로 난입한 미유키를 저승으로 보내기 위해 귀신으로 몰아붙이고 뒷문으로 사라지자 쫓아간 아오야마 하지메(장영빈)이 우연히 들어간 방문에 신문지를 발견하고 그를 가둬버린다. 그러자 자기가 가둬버린 하지메도 역시 미유키가 데려갔다고 설명하고 자신을 봉인시키는 방법으로 미유키를 저승으로 보내기 직전에 나중에 신문을 들고 난입한 하지메가 진실을 말함으로써 저지되었고, 무릎을 꿇으며 슬퍼하던 도중 갑자기 태도가 180도 돌변하여 눈보라를 일으켜 미유키를 날려버리고 미야노시타 사츠키(나해미) 일행도 날려버리려고 했지만 아까 했던 방법을 다시 사용해서 사츠키 일행에 의해 봉인된다. 본래는 40년전 미유키의 가족이 운영하는 여관에서 일하던 고용인의 딸로 나이는 10세. 어린 나이에 홀로 호숫가에 앉아서 엄마를 기다리다 호수에 빠져 죽게 되었다. 알고보면 너무 외롭게 보낸 불쌍한 여자아이. 봉인 방법은 봉인시킬 사람의 사진을 준비하여 정신을 집중시킨 뒤 "눈과 함께 가거라! 눈과 함께 사라져라!"라고 반복해서 외친다.
방송실 소리귀신 (방송실의 아카네)
성우 - 한원자
일몰 전에 자신의 방송을 들은 사람을 죽이는 요괴. 생전에는 사츠키(나해미)가 다니는 초등학교가 아직 구교사를 사용하고 있던 시절의 여학생이었으나 방송 도중에 심부전으로 인한 심장마비로 사망했으며, 자신이 맡은 일을 끝까지 책임지지 못했다는 것에 미련이 남아 악령으로 변모하였다. 방송을 들은 사람이 죽기 직전까지 다다를 때 4가 들어가는 숫자를 뺀 카운트다운을 한다. 구교사의 방송실의 마이크에 봉인되었으나, 마이크가 낡아 부려저서 그 틈을 비집고 나왔다. 사츠키가 하교방송을 할 때 방송을 들은 모든 사람을 죽이려 했으나 사츠키가 자신이 싫어하는 숫자인 4(한자 죽을 사와 동음)를 외침과 동시에 하지메가 마감종을 울려서 영면된다.
목 없는 사나이 (특별판 or 19화)
성우 - 김광국
13년 전(애니메이션 기준)에 사고로 죽은 폭주족이 목을 잃은 상태로 요괴가 된 것임. 자신이 목을 보면 그 사람의 목을 잘라가는 요괴(저주로 인하여) 그러나 조각상이나 포스터, 인형도 가차없이 잘라간다. 단, 목도리를 하면 마주쳤더라도 저주를 내리지 않고 또, 이 요괴는 자신이 죽은 날짜 즉, 장례식 날에만 죽일 수 있다. 그리고 투니버스에서는 이걸 오오마(대요마)보다 앞서 방송했다. 요괴일기에서 비슷한 사례로 목 없는 말을 봉인시킨 기록을 읽어보고 똑같이 인형으로 목 없는 사나이를 봉인시켜버리지만 집념이 너무 강해서 봉인당한 인형 속에서도 발버둥치며 빠져나온다.
오오마(대요마)
성우 - 오오츠카 아키오, 시영준
요괴들의 왕 같은 존재로 이 요괴는 봉인하더라도 언젠가는 스스로 봉인을 풀어버린다. 그리고 인간도 조종할 수 있고, 봉인된 요괴도 모두 꺼내어 나쁜짓에 이용한다. 예전에 카미야마 카야코(윤희숙)에 의해 어느 종에 봉인되었으나 그 종이 벼락을 맞아 박살이 나서 봉인이 풀렸다. 그리고 미야노시타 사츠키(나해미)의 반 아이들을 조종하여 사츠키와 케이이치로(나누리)를 끌어들여 카야코(윤희숙)에 의해 봉인당한 한을 풀려고 한다. 사츠키가 영력이 없다는 걸 알고 기세등등했지만 아오야마 하지메(장영빈)와 카키노키 레오(오경태)가 준비한 횃불, 그리고 코이가쿠보 모모코(마리아)에 빙의된 윤희숙의 영력을 받은 사츠키, 그리고 아마노자쿠(다크시니)에 의해서 아마노자쿠와 함께 구교사의 시계탑의 종에 봉인된다. 오오마가 봉인된 이후 요괴 소동은 더 이상 없어졌으며, 카미야마 카야코(윤희숙)의 일기에 적힌 것들이 지워져 버렸다.

## 등장하지 않는 요괴
입 찢어진 여자
엔딩곡에서 등장하는 빨간 마스크는 입이 찢어져 있고 귀의 밑까지 찢어져 있다. 나 예쁘냐는 대답을 하려는데 예쁘지 않다고 대답해도 똑같이 쫓아와서 살해한다. 모티브는 도시 전설인 빨간 마스크를 오마주로 하고 있다.참고로 소녀괴담이란 영화에 등장하는데 정세희가 빨간 마스크를 쓴 채 등장한다. 이 빨간 마스크의 정체는 30년 전 일본의 가정집에서 살고 있는 못 생긴 언니들의 막내 여동생인 인간인것을 밝혀낸다.  하지만 언니들이 막내 여동생의 외모를 질투해 가위로 입을 찢어 배란다에 던진 후 또 한번 입이 찢어져 귀신이 된다